# Greta Marcussen
Greta Anne-Marie Marcussen (* 20. September 1928 in Leck; † 3. April 2015 in Köln, verheiratete Greta van Aerschot) war eine deutsche Badmintonspielerin. Sie gehörte zu den Pionieren des Badmintonsports in der Bundesrepublik Deutschland. Bei der ersten Deutschen Badmintonmeisterschaft 1953 gewann sie zusammen mit Luise Schmitz, beide für den 1. DBC Bonn startend, die Silbermedaille im Damendoppel. Im Finale unterlagen sie gegen Ingeborg Tietze und Eva Schön vom Kieler BC 1949.